# 陳輝陽
陳輝陽（英語：Chan Fai Young，1970年9月25日—），生于澳門，是活跃于香港的作曲家、編曲家、音樂監製。曾兩度獲頒香港四台聯頒音樂大獎作曲獎。

## 背景

### 早年生活
陳輝陽的祖父是中國共產黨的幹部，曾是湛江市教育局局長。沒有血緣關係的祖父母（父親陳振華的養父母）則於澳門草堆街以一棟四層商住兼用大廈經營布疋頭買賣生意。父親陳振華曾經組織過澳門兒童合唱團兼擔任指揮，擔任澳門特別行政區籌備委員會委員和廣州市政協委員，退休前是勞校中學及澳門培正中學的化學與歷史科教師，退休後則為貿易商人；陳輝陽早年在澳門生活，耳濡目染下，小時候喜歡聽貝多芬、馬勒、拉赫曼尼諾夫、 武滿徹等古典作曲家的作品，卻對流行音樂興趣不大。
在澳門培正中學小學部、澳門培正中學畢業後，陳輝陽於1989年曾報考香港演藝學院音樂系，但未被取錄。輾轉在廣州星海音樂學院學習鋼琴，後來得知美國鋼琴家Keith Jarrett是伯克利音樂學院的校友而負笈美國，在波士頓的伯克利音樂學院（Berklee College of Music）修讀唱片錄製、監製和錄音工程的音樂製作學位課程，但不修讀作曲。

### 事業發展
陳輝陽於1994年畢業後返港，未幾應徵唱片公司職位不遂，得到一位不認識的音樂軟件公司職員的朋友介紹，到位於尖沙咀漢口道的錄音室 Studio S&R 擔任錄音工作4年。1997年開始擔任歌曲/唱片監製，與余力姬、因葵組成力機構，歌曲以非情歌為主，旨在共同創造音樂。同年推出首張同名專輯《余力機構 YLK Organization》，其中《奴隸獸》、《明星般的男孩》和《活著》獲得香港商業電台推薦。余力機構於1997年度叱咤樂壇流行榜頒獎典禮奪得生力軍組合金獎。2000年，余力機構推出第二張專輯《快活》，其中《快活在可樂天》、《哀悼乳房》和《拍拍午餐肉》是香港商業電台的推薦曲。
此外，陳自1995年起已為歌手編曲和作曲。第一首發表作品為孫耀威的《愛情白皮書》，成名作是王菲的《暗湧》、彭羚和黃耀明合唱的《漩渦》及鄭秀文的《終身美麗》。他曾為陳奕迅、張學友、楊千嬅、 容祖兒等歌手寫過不少膾炙人口的歌曲，如陳奕迅的《Shall We Talk》、《K歌之王》、容祖兒的《痛愛》、《再見我的初戀》、楊千嬅的《抬起我的頭來》、《少女的祈禱》、鄭秀文的《交換溫柔》、《如何掉眼淚》 、許志安和車婉婉合唱的《會過去的》、盧巧音的《垃圾》、《喜歡戀愛》、關淑怡的《眾生花》、陳慧嫻的《明日有明天》、張學友和林憶蓮合唱的《日與夜》、張學友和梅艷芳合唱的《相愛很難》等等。
1998年，陳輝陽於製作盧巧音歌曲《垃圾》時向填詞人黃偉文提出的特殊企劃「垃圾五部曲」：把不美的東西包裝為美。現已推出四首：盧巧音的《垃圾》（1998年）、傅珮嘉 (高雪嵐)的《絕》（1999年）、彭　羚和黃耀明的《漩渦》（2000年）以及容祖兒的《破相》（2010年）。
1999年澳門特區成立舉行慶祝大會，陳輝陽參與創作賀回歸歌曲，由父親負責指揮樂隊及合唱團。
陳輝陽喜歡製作流行音樂的原因出於要創作自己和其他人都同樣喜歡且風格迥異的歌曲。自覺達到這兩個目標一事富挑戰性，是創作藝術音樂無法給予的一種感覺。他特別喜歡寫K歌（易記易上口的歌，針對卡拉OK活動而創作）。因不想重覆昔日創作過的音樂旋律，加上公司減少預算帶來制肘，令他於2007年往後決定減少產出。2009年至2011年更一度把自己所住的單位租出去，前往外地旅遊探索世界，希望感受停止創作音樂的感覺。

### 陳輝陽 x 女聲合唱
2016年，陳輝陽成立「陳輝陽 x 女聲合唱」，以鋼琴伴奏聯同28位女聲，利用合唱形式重新演繹其經典流行曲作品，如《終身美麗》、《火鳥》、《暗湧》等，曾多次舉辦作品音樂會，名為「聖少三部曲」，陳輝陽則擔當作曲、編曲與監製。

## 音樂風格
由於深受古典音樂薰陶，陳輝陽的音樂創作，故事性很強。他亦擅長將不同的音樂元素融入於流行曲中，例如鄭希怡的《舞吧舞吧》把聖桑的作品融入舞曲內；《給愛麗絲》化用了貝多芬的同名創作；《黑夜不再來》融入了法式流行曲的「優雅氣質」等。 明報的《香港樂壇40年40經典唱片》評論道：「陳輝陽可能是香港樂壇自顧嘉煇後，一個能創出一種新曲風而作品又能自成一個體系者。陳氏的西洋古典風流行曲，跟顧氏的中式小調流行曲頗不相同。」

## 個人生活
陳輝陽曾跟卓韻芝、梁洛施拍拖。

## 個人名義唱片
鋼琴作品集
陳輝陽推出過自己作品的鋼琴譜以及純音樂光碟：2001年的《聲音變魔術》－（陳輝陽鋼琴作品集一）、2002年的《與音樂談情》－（陳輝陽鋼琴作品集二），以及2003年的《聽入非非》－（陳輝陽鋼琴作品集三）。
陳輝陽 Demo Collection
2004年3月發行，收錄了17首陳氏名曲的最原始試聽版本（Demo Version），全部由試唱歌手演繹，第1至8首是法文版。
鼓舞輝陽（陳輝陽精選情歌集）
2004年12月2日發行的精選集，選曲橫跨14間唱片公司，共收錄了32首曾得過百多個重要獎項的情歌。
少女的祈禱
以陳輝陽 x 女聲合唱名義推出，收錄有《日與夜》、《暗湧》等十首歌曲，指揮劉卓熙、鋼琴師黃家正和林希晴、陳輝陽監製，2017年1月27日發行。
上一次流淚
以陳輝陽 x 女聲合唱名義推出，收錄有《絕》、《怯》等七首歌曲，2018年5月9日發行。
少女的祈禱終極版
以陳輝陽 x 女聲合唱名義推出，收錄有《少女的祈禱》作品音樂會之歌曲，2021年6月25日發行。
上一次流淚作品音樂會伊館現場版雙CD專輯
以陳輝陽 x 女聲合唱名義推出，收錄《上一次流淚》作品音樂會之歌曲，2021年6月25日發行。

## 音樂會

### 《陳輝陽十二金釵眾生花》
《陳輝陽十二金釵眾生花》（12 Faces of Woman）是陳輝陽於2007年舉行的音樂會，為第三十五屆香港藝術節表演節目之一。陳輝陽邀請了12位不同界別的人士以「女人」為題，為他的音樂拍攝短片，並在短片播映時現場演奏配樂。演出日期為2007年3月2日和3月3日。
此節目於2007年7月26日推出影碟，並把影片中的音樂重新製作，收錄於唱片內。 唱片曲目如下：
1. 《十二金釵 序曲》（作曲：陳輝陽）
2. 《眾生花》（作曲：陳輝陽　填詞：林夕　主唱：關淑怡）
3. 《荼蘼時代》（作曲：陳輝陽　填詞：林夕　主唱：Faye@F.I.R.飛兒樂團）
4. 《Vissi d'arte》（作曲、填詞：賈科莫·普契尼　主唱：Kiri Te Kanawa）
5. 《酒渦與燕窩》（作曲：陳輝陽　填詞：林夕　主唱：鄧麗欣）
6. 《三千年前（Remix）》（作曲：陳輝陽　填詞：林夕　撰文：陳慧　主唱：關淑怡　獨白：李香琴）
7. 《天涯歌女》（作曲：賀綠汀　填詞：田漢　主唱：周璇）
8. 《星星月亮太陽》（作曲：陳輝陽　填詞：林夕　主唱：林二汶@at17）
9. 《愛情動物》（作曲：陳輝陽　填詞：林夕　主唱：曹方）
10. 《走出紅樓》（作曲：陳小霞、陳輝陽　填詞：林夕　主唱：陳小霞）
11. 《我自跳我舞》（作曲：陳輝陽　填詞：林夕　主唱：顆粒@卡奇社）
12. 《想這樣得那樣》（作曲：陳輝陽　填詞：林夕　主唱：吳雨霏）
13. 《流芳怨》（作曲：陳輝陽　填詞：林夕　主唱：馮穎琪）
14. 《三千年後》（作曲：陳輝陽　撰文：陳慧　獨白：李香琴）
15. 《眾生花（古箏Remix）》（作曲：陳輝陽）

（以下歌曲只在影碟中出現）
- 《誰叫我喜歡你》（作曲：陳輝陽　填詞：林夕　主唱：關心妍）

### 陳輝陽 x 女聲合唱「聖少三部曲」作品音樂會
| 年份   | 舉行日期      | 演唱會名稱 | 地點             | 場數 | 備註                                | 曲目 |
| ------ | ------------- | ---------- | ---------------- | ---- | ----------------------------------- | --- |
| 2016年 | 8月12日       | 少女的祈禱 | 荃灣大會堂演奏廳 | 1    | 首次演出                            | 曲目 上半 快樂的輕盈 1. 青春遇見你 Prelude 2. 天使的禮物 3. 黑夜不再來 4. Shall We Talk 5. 日與夜 6. 魚蛋歌 7. 明日有明天 8. 怯 9. 哀悼乳房 10. 終身美麗 11. 華麗上班族 「最後的華爾滋」四手聯彈 下半 靈魂的黑暗 1. 少女的祈禱 2. 垃圾 3. 暗湧 4. 三千年前 5. 人來人往 6. 絕 7. 火鳥 8. 最後的歌 9. 失戀太少 |
| 2016年 | 12月23日‑24日 | 少女的祈禱 | 麥花臣場館       | 2    | 重演                                | 同上 |
| 2018年 | 4月21日‑22日  | 上一次流淚 | 伊利沙伯體育館   | 2    |                                     | 曲目 上半場 青春遇見你 1. Prelude 青春遇見你 2. 心癮 3. 忘記不起 4. 我有我愛你 5. 我的麻煩男友 6. 他不准我哭 7. 灰姑娘 8. 痛愛 9. 如何掉眼淚 10. 分過手請舉手 11. 抱抱 12. 爭氣 13. 再見我的初戀 14. 華麗上班族 piano 4 hands 下半場 青春再見你 1. 自戀影院 2. 喜歡戀愛 3. 破相 4. 小星星 5. 上一次流淚 6. 情意結 7. 絕 8. 我的生存之道 9. 美麗有罪 10. 相愛很難 11. 告別我的戀人們 12. K 歌之王                                                            |
| 2019年 | 5月11日       | 上一次流淚 | 澳門百老匯舞台   | 1    | 重演 澳門站                         | 同上 |
| 2021年 | 6月25日       | 人來人往   | 紅磡體育館       | 1    | 首次於紅館舉行 「聖少三部曲」最終章 | 曲目 上半場 1. 寂寞大道 2. 打得火熱 3. 吹沙入眼 4. 男朋友與歌 5. 一場誤會 6. 給愛麗絲 7. 拍住上 8. 守望相愛 9. 嘭門 10. 愛不釋手 11. 人來人往 12. 會過去的 13. Coda 2001太空漫遊 下半場 1. Prelude 新世紀福音戰士 2. 折磨 3. 嫌棄 4. 重複犯錯 5. 私奔 6. 漩渦 7. 活著 8. 把悲傷看透時 9. 心跳回憶 10. 日與夜 11. 回來我身邊 12. 火鳥 13. 飲酒思源 Encore 1. 亂世情侶 2. 少女的祈禱 3. 終身美麗 4. 垃圾 5. 告別我的戀人們 6. K歌之王 7. 最後的歌 8. 失戀太少 |

## 音樂作品
1995年
- 王馨平 - 《個性》（曲、编）
- 李國祥 - 《傻瓜》（编）
- 孫耀威 - 《愛情白皮書》（曲、编）
- 孫耀威 - 《不能傳達的思念》（曲、编）
- 孫耀威 - 《為愛狂奔》（曲、编）

1996年
- 王　菲 - 《暗湧》（國語版 - 黄耀明《愈快乐愈堕落》）（曲、编）
- 王　菲 - 《約定》（負責弦樂部分編曲）
- 李中希 - 《太著緊》（曲、编）
- 李中希 - 《情敵》（曲、编）
- 李克勤 - 《一個人飛》（國語版 - 《知己》）（曲、编）
- 張國榮 - 《怨男》（曲、编）
- 陳曉東 - 《U R My Only Love》（曲、编）
- 楊千嬅 - 《我錯過了甚麼》（曲、编）

1997年
- 陳奕迅 - 《現場直播》（曲、编、監）
- 何超儀 - 《前度》（曲、编、監）
- 車婉婉 - 《十分傻》（曲、编、監）
- 林海峰 - 《人氣》（曲、编）
- 梁漢文 - 《不問自戀》（曲、编、監）
- 梁漢文 - 《免費午餐》（曲、编、監）
- 梁漢文 - 《待續》（曲、编、監）
- 郭子言 - 《糟蹋的樂趣》（曲、编、監）
- 彭　羚 - 《我有我天地》（曲、编、監）
- 陳曉東 - 《下輩子的事》（曲、编）
- 楊千嬅 - 《遊花園》（曲、编、監）
- 余力機構 - 《明星般的男孩》（曲、编、監）
- 余力機構 - 《沏茶》（曲、编、監）
- 余力機構 - 《愛之過》（曲、编、監）
- 余力機構 - 《奴隸獸》（曲、编、監）
- 余力機構 - 《天氣報告》（曲、编、監）
- 余力機構 - 《安魂曲》（曲、编、監）
- 余力機構 - 《活着》（曲、编、監）
- 余力機構 - 《春田花花》（曲、编、監）
- 余力機構 - 《鋼琴自戀》（曲、编、監）
- 余力機構 - 《戀愛像玫瑰》（曲、编、監）

1998年
- 李蕙敏 - 《閒人勿近》（曲、编、監）
- 張信哲 - 《到處留情》（曲、编、監）
- 彭　羚 - 《一千零一晚》（國語版 - 《一天三百六十五年》）（曲、编、監）
- 楊千嬅 - 《味之素》（曲、编、監）
- 盧巧音 - 《800伴》（曲、编、監）
- 盧巧音 - 《自戀影院》（曲、编、監）
- 盧巧音 - 《垃圾》（国语版 - 《麻醉》）（曲、编、監）
- 盧巧音 - 《唱你》（曲、编、監）
- 盧巧音 - 《沮喪》（監）
- 纪炎炎 - （曲、编）

1999年
- 古巨基 - 《特效藥》（曲）
- 江美琪 - 《你會不會變》（曲、编）
- 高雪嵐 - 《絕》（國語版 - 張栢芝《幾分之幾》）（曲、编、監）
- 陳潔儀 - 《心非》（與李峻一合作曲）
- 彭　羚 - 《一天三百六十五年》（曲、编、監）
- 蔡依林 - 《我知道你很難過》（編）
- 蔡依林 - 《你是誰》（編）
- 蔡依林 - 《Good-bye》（曲、編）
- 楊千嬅 - 《啫喱》（曲、編、監）
- 楊千嬅 - 《抬起我的頭來》（曲、编、監）
- 楊千嬅 - 《新世紀福音戰士》（曲、编、監）
- 楊千嬅 - 《私奔》（曲、编、監）
- 楊千嬅 - 《最後的歌》（曲、编、監）

2000年
- 張栢芝 - 《Say U Love Me》（曲、编、監）
- 梁詠琪 - 《灰姑娘》（曲、编、監）
- 梁詠琪 - 《你太好》（曲、编、監）
- 許志安 - 《會過去的（獨唱版）》（曲、编、監）
- 許志安、車婉婉 - 《會過去的》（曲、编、監）
- 陳奕迅 - 《黑夜不再來》（曲、编、監）
- 陳奕迅 - 《美麗有罪》（曲、编、監）
- 陳奕迅 - 《打得火熱》（曲、编、監）
- 陳奕迅 - 《K歌之王》（国语版同名，曲、编、監）
- 陳奕迅、楊千嬅、森美、mini - 《Namasgar 你好嗎》（编、監）
- 陳曉東 - 《生命，你好！》（曲、编、監）
- 彭　羚、黃耀明 - 《漩渦》（曲、编、監）
- 楊千嬅 - 《少女的祈禱》（曲、编、監）
- 楊千嬅 - 《內有惡女》（曲、编、監）
- 楊千嬅 - 《如果東京不快樂》（编、監）
- 趙學而 - 《難懂》（曲）
- 鄭伊健 - 《旁觀者迷》（曲、编）
- 鄭秀文 - 《如何掉眼淚》（國語版 - 《如果我是你》）（曲、编、監）
- Beauty4 - 《分手要健康》（曲、编、監）
- 余力機構 - 《快活在可樂天》（与卢巧音合作曲，编、監）
- 余力機構 - 《琴流感》（曲、编、監）
- 余力機構 - 《我和巴哈在米埔野餐（Prelude Part）》（曲、编、監）
- 余力機構 - 《余力姬 .巴哈.郊野管理員和地盤工人（Fugue Part）》（曲、编、監）
- 余力機構 - 《哀悼乳房》（曲、编、監）
- 余力機構 - 《精神分裂》（曲、编、監）
- 余力機構 - 《高尚靈魂》（曲、编、監）
- 余力機構 - 《單人跨國漫遊》（曲、编、監）
- 余力機構 - 《拍拍午餐肉》（曲、编、監）
- 余力機構 - 《三分鐘宇宙論》（曲、编、監）

2001年
- 何嘉莉 - 《非愛勿動》（監）
- 容祖兒 - 《痛愛》（国语版 - 《習慣你》，曲、编、監）
- 容祖兒 - 《寂寞大道》（曲、编、監）
- 容祖兒 - 《What's Up》（曲、编、監）
- 容祖兒 - 《命苦》（与吴国恩合作曲，编、監）
- 容祖兒 - 《怯》（曲、编、監）
- 容祖兒 - 《再見我的初戀》（曲、编、監）
- 容祖兒 - 《麻烦你》（監）
- 張栢芝 - 《不相愛的好處》（曲、编，與方樹梁合監）
- 梁詠琪 - 《嫌棄》（曲、编、監）
- 許志安 - 《單手擁抱》（曲、编、監）
- 許志安 - 《爛泥》（编、監）
- 許志安 - 《爛泥（Bel Canto Remix）》（與Sierra@好好笑合编、監）
- 陳奕迅 - 《Shall We Dance》（曲、與金培達合编、監）
- 陳奕迅 - 《Shall We Talk》（國語版同名，曲，與金培達合编，監）
- 陳奕迅 - 《2001太空漫遊》（與陳奕迅合作曲，编、監)
- 陈奕迅 - 《怪物》（编、監）
- 陳奕迅 - 《單車》（監）
- 陳奕迅 - 《天使的禮物》（曲、監）
- 陳奕迅 - 《失戀太少》（曲、编、監）
- 陳奕迅 - 《孤獨探戈》（曲，與金培達合编，監）
- 陈奕迅 - 《信心花舍》（監）
- 陳奕迅 - 《黑暗中漫舞》（编、監）
- 陳奕迅、容祖兒 - 《放過你》（監）
- 傅珮嘉 - 《我太好人》（曲）
- 鄭秀文 - 《終身美麗》（國語版 - 《不能承受的感動》，曲、编、監）
- 鄭秀文 - 《守望相愛》（曲、编、監）
- 鄭秀文 - 《醫生與我》（監）
- 鄭秀文 - 《交換溫柔》（曲、编、監）
- 鄭秀文 - 《神化》（監）
- 鄭秀文 - 《跳傘》（國語版 - 《半空中》，與趙增熹合编，監）
- 鄭秀文 - 《你愛我愛不起》（監）
- 鄭秀文 - 《頑固污漬》（監）
- 鄭秀文 - 《艷遇》（監）
- 鄭秀文 - 《後遺症》（監）
- 盧巧音 - 《喜歡戀愛》（曲、编、監）
- 陈冠希 - 《壞孩子的天空》（编、監）
- 王力宏 - 《比你更好》（監）
- 郭富城 - 《食你落肚》（与王力宏合監）
- 陈辉阳 - 《Buildings》（曲、编、監）

2002年
- Twins - 《朋友仔》（曲、编、監）
- 李克勤 - 《愛不釋手》（曲、编、監）
- 容祖兒 - 《抱抱》（国语版 - 《漂白的心》，曲、编、監）
- 容祖兒 - 《我的麻煩男友》（曲、编、監）
- 容祖兒 - 《爭氣》（曲、编、監）
- 張學友、林憶蓮 - 《日與夜》（曲、编、監）
- 張學友、梅艷芳 - 《相愛很難》（曲、编、監）
- 許志安 - 《女人之苦》（曲、编、監）
- 許志安、梅艷芳 - 《女人之苦（合唱版）》（曲、编、監）
- 陳奕迅 - 《給愛麗斯》（曲、编、監）
- 陳奕迅 - 《一疋布》（曲）
- 陳奕迅 - 《心裡有鬼》（曲、编、監）
- 陈奕迅 - 《明年今日》（国语版 - 《十年》，编、監）
- 陳奕迅 - 《我有我愛你》（曲、编、監）
- 陳奕迅 - 《人來人往》（曲、编、監）
- 陳曉東 - 《I Want To Be》（编）
- 鄭秀文 - 《愛上一個人》（監）
- 鄭秀文 - 《過山車》（監）
- 鄭秀文 - 《回來我身邊》（曲、编、監）
- 鄭秀文 - 《今日幾號》（曲、監）
- 鄭秀文 - 《忘記不起》（曲、编、監）
- 鄭秀文 - 《心肝命椗》（曲、与金培达合编、監）
- 鄭秀文 - 《上一次流淚》（曲、監）
- 鄭秀文 - 《第二次分手》（与范晓萱合作曲，監）
- 鄭秀文 - 《謝謝王子》（曲、監）
- 鄭秀文 - 《更加愛你》（監）
- 鄭秀文 - 《你的前半生》（監）
- 鄭秀文 - 《輸得漂亮》（監）
- 鄭秀文 - 《現在幾點》（監）
- 鄭秀文 - 《守株待兔》（監）
- 鄭秀文 - 《寂寞年華》（監）
- 鄭秀文 - 《吉卜赛女郎》（監）
- 鄭秀文 - 《喜歡憎你》（監）
- 鄭秀文 - 《激安百貨》（監）
- 鄭秀文 - 《時間之光》（監）
- 關心妍 - 《你有心》（曲、编、監）

2003年
- Cookies - 《貪你可愛》（曲、编、監）
- 古巨基 - 《心跳回憶》（曲、编、監）
- 古巨基 - 《赤川次郎夜想曲》（曲、编、監）
- 朱　茵 - 《談情做愛》（曲、監）
- 吳雨霏 - 《不是校花》（曲、编、監）
- 杨爱瑾 - 《我未驚過》（監）
- 傅颖  - 《绑架心上人》（監）
- 李克勤 - 《今天最愛》（曲、编、監）
- 李克勤 - 《白紙鶴》（曲、编、監）
- 李克勤、陳慧琳 - 《愛一個人》 （曲、编、監）
- 李克勤 - 《頭髮未梳好》（编）
- 容祖兒 - 《跩跩》（曲、编、監）
- 容祖兒 - 《想得太遠》（曲、编、監）
- 容祖兒 - 《我也不想這樣》（曲、编、監）
- 梁漢文 - 《二見鍾情》（曲、编、監）
- 梁漢文 - 《八》（曲、编、監）
- 許志安 - 《女蝶男花》（编、監）
- 許志安 - 《苦中作樂》（曲、编、監）
- 許志安 - 《飯島愛世界》（编、監）
- 陳冠希 - 《單戀高校》（曲、编、監）
- 陳慧嫻 - 《明日有明天》（曲、编、監）
- 陳慧嫻 - 《情意結》（曲、编、監）
- 陈慧娴 - 《Gloomy Sunday》（编、監）
- 陳慧嫻 - 《把悲傷看透時》（曲、编、監）
- 陳慧嫻 - 《蕭邦與我》（曲、编、監）
- 陳慧嫻、關心妍 - 《拈花惹草》（曲，与金培达合编，監）
- 陈慧娴 - 《柯德莉夏萍穿过的鞋》（编、監）
- 黃伊汶 - 《穿耳》（曲、監）
- 馮穎琪 - 《高雅而憂傷的圓舞曲》（曲、编、監）
- 楊千嬅 - 《小星星》（曲、编、監）
- 鄭中基 - 《有種》（國語版 - 《超人》，曲、编、監）
- 鄭希怡 - 《舞吧!舞吧!》（曲、编、監）
- 鄧麗欣 - 《他不准我哭》（曲、编、監）
- 關心妍 - 《假使我漂亮》（曲、编、監）
- 苏永康 - 《七老八十》（编）

2004年
- Twins - 《拍住上》（曲、編、監）
- Twins - 《追女仔》（曲、編、監）
- 吳浩康 - 《放過自己》 （曲、編、監）
- 李克勤 - 《嘭門》（曲、編、監）
- 容祖兒 - 《吹沙入眼》（曲、編、監）
- 容祖兒 - 《候鳥樹》（曲、編、監）
- 容祖兒 - 《男朋友與歌》（曲、編、監）
- 梁洛施 - 《心癮》（曲、編、監）
- 梁洛施 - 《愛到底》（曲、編、監）
- 梁洛施 - 《先苦後甜》（曲、編、監）
- 梁洛施 - 《錫自己》（曲、編、監）
- 許志安 - 《折磨》（曲、編、監）
- 陳苑淇 - 《觸不到的戀人》（曲、編、監）
- 黎　明 - 《一言為定》（國語版 - 《爱的承诺》）（曲、編、監）
- 鄭秀文 - 《Try Again》（監）
- 鄭秀文 - 《我愛你，再見！》（與張亞東合編，監）
- 鄭秀文 - 《來到這裡》（编、監）
- 鄭秀文 - 《Total Eclipse of the Heart》（编、監）
- 鄭秀文 - 《灰色》（编、監）

2005年
- 張學友 - 《人人》（曲、編、監）
- 陳慧琳、李克勤、梁詠琪 - 《熱愛基本法》（曲、編、監）
- 鄭中基 - 《我真的哭過》（曲、編、監）
- 苦　榮、關智斌 - 《男仔歌》（曲、編、監）
- 小苦妹、Twins - 《女仔歌》（曲、編、監）
- 苦　榮、蔡卓妍 - 《魚蛋歌》（曲、編、監）
- Twins、苦　榮、小苦妹、谷德昭、吳君如 - 《我夠神化》（曲、編、監）
- 黎　明 - 《Everything Must Go》（曲、監）
- 衛　蘭 - 《一場誤會》（曲、編、監）
- 劉浩龍 - 《變臉》（曲、編、監）
- 應昌佑 - 《賣點》（曲、編、監）
- 馮穎琪 - 《幽会》（法语版同名）（曲、編、監）

2006年
- 方力申 - 《無雙譜》（曲，與吳國恩合编）
- 王　菲 - 《愛笑的天使》（编、監）
- 古天樂 - 《藍色的緣份》（国语版同名）（曲、編、監）
- 古天樂、羽　泉 - 《同創夢想》（曲、編、監）
- 古巨基 - 《重複犯錯》（曲、編、監）
- 成　龍 - 《爸媽的話》（曲、編、監）
- 成　龍、古天樂、許冠文 - 《爸媽的話》（曲、編、監）
- 李克勤 - 《我著十號》（曲、編、監）
- 杜麗莎 - 《我有心晴》（曲、編、監）
- 泳　兒 - 《爸媽的話》（曲、編、監）
- 楊千嬅 - 《我的生存之道》（曲、編、監）
- 劉德華 - 《模範生》（曲、编）
- 衛　蘭 - 《拍錯拖》（曲、編、監）
- 鄧麗欣 - 《So Sweet》（曲、編、監）

2007年
- at 17 - 《星星月亮太陽》（曲、編、監）
- F.I.R - 《荼蘼時代》（曲、編、監）
- 小　肥 - 《出人頭地》（曲、編、監）
- 卡奇社 - 《我自跳我舞》（曲、編、監）
- 吳雨霏 - 《想這樣得那樣》（曲、編、監）
- 曹　芳 - 《愛情動物》（曲、編、監）
- 陳小霞 - 《走出紅樓》（曲、編、監）
- 馮穎琪 - 《流芳怨》（曲、編、監）
- 劉若英 - 《生日快樂》（曲、編、監）
- 鄧麗欣 - 《酒窩與燕窩》（曲、編、監）
- 關淑怡 - 《眾生花》（曲、編、監）
- 關淑怡、李香琴 - 《三千年前》（曲、編、監）
- 關心妍 - 《誰叫我喜歡你》（曲、編、監）

2008年
- 李克勤 - 《天天都是情人節》 (曲，编，監)
- 林宥嘉 - 《残酷月光》 (编)

2009年
- 小　肥 - 《六月十三》（曲）
- 周子揚 - 《宇宙船》（曲、编，与Tommy Chui合監）
- 周國賢 - 《灰色小飛俠》（编）
- 周國賢 - 《密封罩》（與周國賢合编，與林建華、崔炎德合監）
- 范瑋琪 - 《微笑說再見》（曲，與週佼佼合编）
- 周麗淇 - 《越愛越怕追》（曲、編、監）
- 劉德華 - 《澳門之歌》（曲，與週佼佼合编，監）

2010年
- 容祖兒 - 《破相》（曲、編、監）
- 楊千嬅 - 《飲酒思源》（曲、編、監）
- 關心妍 - 《另一個舞台》（曲、編、監）

2011年
- 楊千嬅 - 《火鳥》（曲、編、監）
- 陈奕迅 - 《積木》（编）

2012年
- 古巨基 - 《告別我的戀人們》（曲、編、監）
- 吳若希 - 《若要人不知》（曲、編、監）
- 吳若希 - 《即興地圖》（曲、編、監）
- 李宇春 - 《聾子》（曲、編、監）
- 李宇春 - 《感謝你感動我》（曲、編、監）
- Ground-Zero - 《She's Electric》（大碟）(Not For Sale)
- 湯寶如 - 《你理得我》（曲、編、監）
- 許廷鏗 - 《愛到透明》（國語版 - 《負借口》）（曲、編、監）

2013年
- 周美欣 - 《你有你開心》（曲、編、監）
- 蔡卓妍 - 《未夠討好》（曲、編、監）

2014年
- 若　琪 - 《暴風雨》（曲，與鄒俊仁合编曲、監制）
- 若　琪 - 《表情》（曲，與鄒俊仁合编曲、監制）

2015年
- 若　琪 - 《攀心人》（曲，與鄒俊仁合编曲、監制）
- 若　琪 - 《放過他》（曲，與鄒俊仁合编曲、監制）
- 若　琪 - 《永夜期》（曲，與鄒俊仁合编曲、監制）
- 陳奕迅、湯　唯 - 《交換愛情》（與羅大佑合作曲、编，監）
- 陈奕迅 - 《何必呢》（编、監）

2016年
- 潘伯仲 - 《法西斯情人》（曲，與鄒俊仁合編曲、監製）
- 王菀之 - 《之乎者也》（编）

2017年
- 秦馨敏 - 《我的燦爛》（曲、編、監）
- 秦馨敏 - 《分過手請舉手》（曲、編、監）
- 秦馨敏 - 《長期失戀》（曲、編、監）
- My Little Airport - 《Hey Hey Baby》（曲）

2018年
- 古巨基 - 《亂世情侶》（曲、編、監）
- 田馥甄 - 《最暖的憂傷》（编）
- 張可盈 - 《他朝君體也相同》（曲、編、監）
- 梁釗峰 - 《問題青年》（曲，與 Andrew Bautista 合編、監）
- 梁釗峰 - 《我是樹蔭》（編）

2019年
- 陳奕迅 - 《相信你的人》 (與倫偉傑合編、監)

2020年
- 陳小霞 - 《還活著》（編）
- 陳奕迅 - 《Shall We Talk (Tre Lune MMXIX)》（曲、編、監）

2021年
- 小　肥、Serrini - 《青春頌》（與倫偉傑合編、監）
- 小肥 - 《廢柴》（曲、編、監）

2022年
- 鄧麗欣 - 《何日不再來》（曲、與倫偉傑合編、監）
- 小　肥 - 《長相廝守》（與倫偉傑合編、監）

2023年
- 黄唯铭 - 《明星般的男孩》（曲、編、監）
- 黄唯铭 - 《美丽人生》（編、監）

2024年
- 楊逸晴 - 《歷險只能走一遍》（曲、編、監）

## 電影配樂
- 2006年 《寶貝計劃》
- 2007年 《生日快樂》
- 2007年 《關心妍Lost And Found 音樂電影》
- 2011年 《你還可愛麼》
- 2011年 《第一次》  (陳輝陽 , 周佼佼)
- 2014年 《華麗上班族》  (陳輝陽 , 羅大佑)

## 曾監製的唱片
- 盧巧音 - 《不需要...完美得可怕！》
- 陳奕迅 - 《Shall We Dance？Shall We Talk！》、《The Line-Up》
- 鄭秀文 - 《溫柔》、《Becoming Sammi》
- 梁漢文 - 《十號》
- 陳慧嫻 - 《情意結》
- 梁洛施 - 《Isabella》
- 芝See菇Bi Family -《三十六計》
- 譚詠麟 -《愛的根源》（2008重新灌錄）
- Ground-Zero - 《She's Electric》
- 王若琪 - 《放過他》

## 獲獎紀錄
註：包括由其創作、監製的歌曲或專輯所獲的獎項、粗體為實際得獎
1997年：
- 叱咤樂壇流行榜頒獎典禮 - 叱咤樂壇組合 金獎

1999年：
- 叱咤樂壇流行榜頒獎典禮 - 專業推介．叱咤十大 第四位《抬起我的頭來》
- 十大中文金曲 - 十大中文金曲《抬起我的頭來》
- 新城勁爆頒獎禮 - 新城勁爆歌曲《抬起我的頭來》
- 十大勁歌金曲：十大勁歌金曲《抬起我的頭來》

2000年：
- 叱咤樂壇流行榜頒獎典禮 - 至尊歌曲大獎 《K歌之王》
- 叱咤樂壇流行榜頒獎典禮 - 專業推介．叱咤十大 第七位《少女的祈禱》
- 叱咤樂壇流行榜頒獎典禮 - 專業推介．叱咤十大 第八位《會過去的》
- 叱咤樂壇流行榜頒獎典禮 - 我最喜愛的歌曲大獎《K歌之王》
- 叱咤樂壇流行榜頒獎典禮 - 叱咤樂壇監製大獎
- 十大中文金曲 - 十大中文金曲《K歌之王》
- 十大中文金曲 - 十大中文金曲《少女的祈禱》
- 十大中文金曲：四台聯頒 傳媒大獎（作曲）
- 新城勁爆頒獎禮 - 新城勁爆歌曲《少女的祈禱》
- 新城勁爆頒獎禮 - 新城勁爆歌曲《K歌之王》
- 新城勁爆頒獎禮 - 新城勁爆歌曲《會過去的》
- 新城勁爆頒獎禮 - 新城勁爆歌曲《漩渦》
- 新城勁爆頒獎禮 - 新城勁爆歌曲《K歌之王》
- 新城勁爆頒獎禮：四台聯頒音樂大獎 - 歌曲獎: 《少女的祈禱》
- 十大勁歌金曲：十大勁歌金曲《少女的祈禱》
- 十大勁歌金曲：金曲金獎《少女的祈禱》
- 十大勁歌金曲：十大勁歌金曲《K歌之王》
- 十大勁歌金曲：最佳歌曲監製 -《K歌之王》

2001年：
- 叱咤樂壇流行榜頒獎典禮 - 專業推介．叱咤十大 第六位《Shall We Talk》
- 叱咤樂壇流行榜頒獎典禮 - 專業推介．叱咤十大 第九位《終身美麗》
- 叱咤樂壇流行榜頒獎典禮 - 叱吒樂壇至尊唱片大獎《Shall We Dance Shall We Talk》
- 叱咤樂壇流行榜頒獎典禮：叱咤樂壇作曲人大獎
- 叱咤樂壇流行榜頒獎典禮：叱咤樂壇編曲人大獎
- 叱咤樂壇流行榜頒獎典禮：叱咤樂壇監製大獎
- 十大中文金曲 - 十大中文金曲《終身美麗》
- 十大中文金曲 - 十大中文金曲《Shall We Talk》
- 十大中文金曲 - 十大中文金曲《痛愛》
- 十大中文金曲：最佳原創歌曲獎《嫌棄》
- 十大中文金曲：全球華人至尊金曲《Shall We Talk》
- 十大中文金曲：四台聯頒 傳媒大獎（作曲）
- 新城勁爆頒獎禮 - 新城勁爆歌曲《Shall We Talk》
- 新城勁爆頒獎禮 - 新城勁爆歌曲《K歌之王》
- 新城勁爆頒獎禮 - 新城勁爆歌曲《痛愛》
- 新城勁爆頒獎禮 - 新城勁爆歌曲《終身美麗》
- 新城勁爆頒獎禮 - 新城勁爆歌曲《K歌之王》
- 新城勁爆頒獎禮：四台聯頒大碟獎 - 《Shall We Dance Shall We Talk》
- 十大勁歌金曲：十大勁歌金曲《Shall We Talk》
- 十大勁歌金曲：十大勁歌金曲《終身美麗》
- 十大勁歌金曲：十大勁歌金曲《痛愛》
- 十大勁歌金曲：金曲金獎《Shall We Talk》
- 十大勁歌金曲：最佳作曲 -《Shall We Talk》
- 香港電影金像獎原創歌曲獎作曲：《瘦身男女》主題曲《終身美麗》

2002年：
- 叱咤樂壇流行榜頒獎典禮 - 專業推介．叱咤十大 第二位《人來人往》
- 叱咤樂壇流行榜頒獎典禮 - 專業推介．叱咤十大 第三位《女人之苦》
- 叱咤樂壇流行榜頒獎典禮 - 專業推介．叱咤十大 第四位《爭氣》
- 叱咤樂壇流行榜頒獎典禮 - 專業推介．叱咤十大 第五位《日與夜》
- 叱咤樂壇流行榜頒獎典禮 - 叱吒樂壇至尊唱片大獎《The Line Up》
- 叱咤樂壇流行榜頒獎典禮：叱咤樂壇編曲人大獎
- 叱咤樂壇流行榜頒獎典禮：叱咤樂壇監製大獎
- 十大中文金曲 - 十大中文金曲《愛不釋手》
- 十大中文金曲 - 十大中文金曲《爭氣》
- 十大中文金曲 - 十大中文金曲《女人之苦》
- 新城勁爆頒獎禮 - 新城勁爆歌曲《爭氣》
- 新城勁爆頒獎禮 - 新城勁爆歌曲《愛不釋手》
- 新城勁爆頒獎禮 - 新城勁爆歌曲《人來人往》
- 新城勁爆頒獎禮 - 新城勁爆歌曲《女人之苦》
- 新城勁爆頒獎禮 - 新城勁爆歌曲《上一次流淚》
- 十大勁歌金曲：十大勁歌金曲《女人之苦》
- 十大勁歌金曲：十大勁歌金曲《愛不釋手》
- 十大勁歌金曲：十大勁歌金曲《爭氣》

2003年：
- 叱咤樂壇流行榜頒獎典禮 - 專業推介．叱咤十大 第四位《愛一個人》
- 新城勁爆頒獎禮 - 新城勁爆歌曲《愛一個人》
- 新城勁爆頒獎禮 - 新城勁爆歌曲《你有心》
- 新城勁爆頒獎禮 - 勁爆跳舞歌曲《舞吧舞吧》
- 新城勁爆頒獎禮 - 勁爆播放指數大獎《愛一個人》
- 十大勁歌金曲：最受歡迎廣告歌曲獎 銀獎《貪你可愛》

2010年
- 十大中文金曲 - 十大中文金曲《破相》
- 新城勁爆頒獎禮 - 新城勁爆歌曲《破相》
- 十大勁歌金曲：十大勁歌金曲《破相》

2012年
- 十大勁歌金曲：最佳編曲 -《告別我的戀人們》

2017年
- 華語金曲獎2017：公開國粵語獎 - 年度最佳合輯：陳輝陽 x 女聲合唱《少女的祈禱》

## 外部連結
- 陳輝陽 自己是自己最大的樂評人 （页面存档备份，存于）
- 陳輝陽部分作品 （页面存档备份，存于）
- 陳輝陽 新浪網